# Asperula albiflora
Asperula albiflora är en måreväxtart som beskrevs av Mikhail Grigoríevič Popov. Asperula albiflora ingår i släktet färgmåror, och familjen måreväxter.
Artens utbredningsområde är Turkmenistan. Inga underarter finns listade i Catalogue of Life.